# Sozialgericht Stuttgart

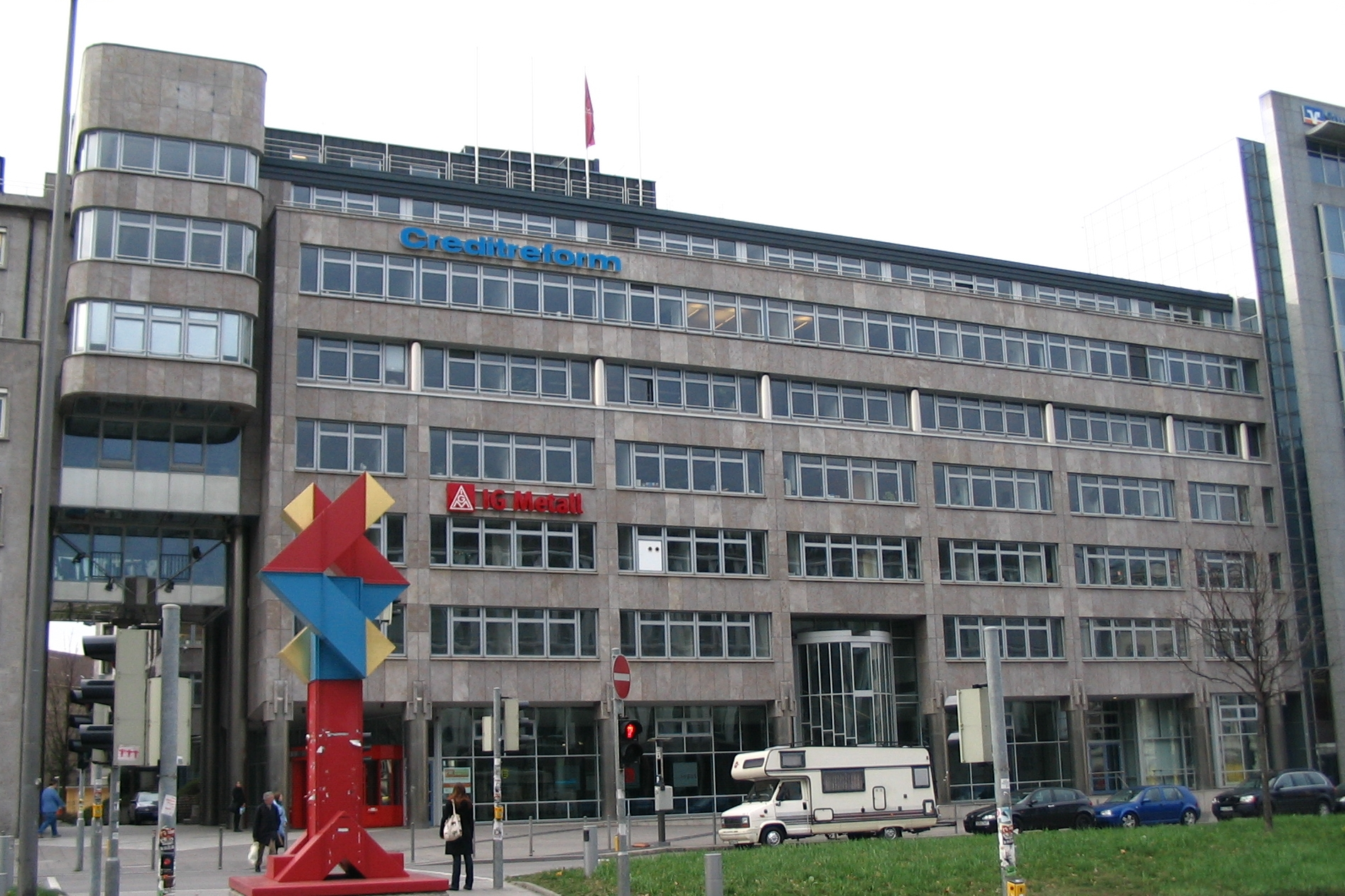
Das Gebäude des Sozialgerichts Stuttgart.

Das Sozialgericht Stuttgart ist ein Gericht der Sozialgerichtsbarkeit Baden-Württembergs.

## Gerichtssitz und -bezirk
Das Sozialgericht hat seinen Sitz in Stuttgart. Der Gerichtsbezirk umfasst die Stadt Stuttgart sowie die Landkreise Böblingen, Esslingen und Rems-Murr. Es ist eines von acht Sozialgerichten im Bezirk des Landessozialgerichts Baden-Württemberg.

## Gerichtsgebäude
Das Gerichtsgebäude befindet sich in der Theodor-Heuss-Straße 2 in 70174 Stuttgart-Mitte. In ihm haben aber auch noch andere Einrichtungen ihren Sitz wie eine Gewerkschaft.

## Übergeordnete Gerichte
Dem Gericht sind das Landessozialgericht Baden-Württemberg und das Bundessozialgericht übergeordnet.